# Longs Murs

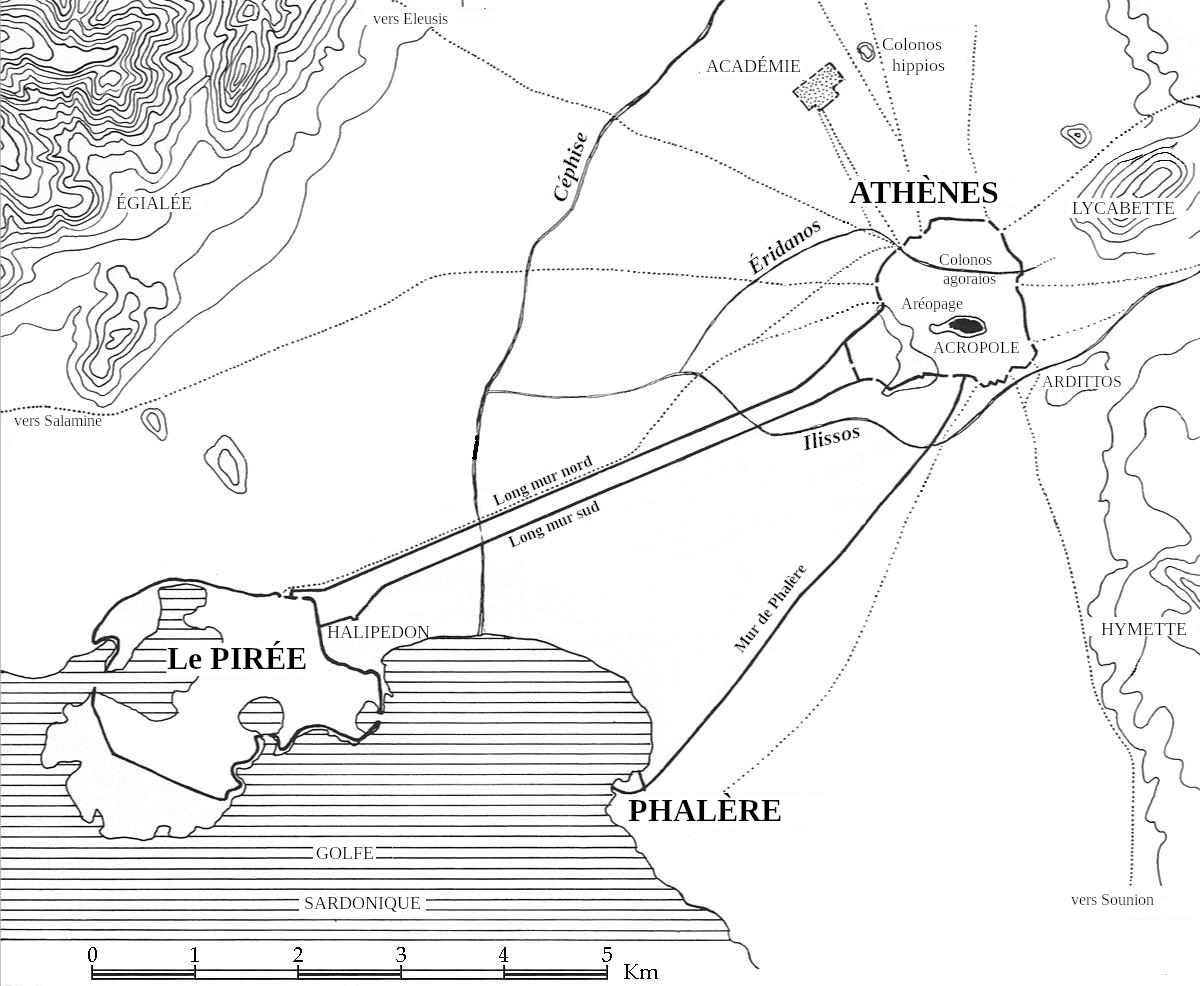
Mur de Thémistocle (mur d'enceinte d'Athènes), Longs Murs et Mur de Phalère.

Les Longs Murs (grec ancien : τὰ μακρὰ τείχη) est le nom donné à deux remparts fortifiés, érigés entre 461 et 456 av. J.-C. et reliant Athènes, pour l'un (bientôt doublé par une seconde muraille) à son port du Pirée, pour l'autre à Phalère.

## Construction
C'est Thémistocle qui prit l'initiative d'ériger ces murs, dans le but de renforcer la puissance d'Athènes sur la mer et d'établir ainsi une sorte de thalassocratie athénienne. Mais Thémistocle perdit bientôt toute influence, avant d'être ostracisé en 471,, et c'est son adversaire, Cimon, qui prit la direction des travaux.
Deux murailles furent construites, l'une allant au Pirée, l'autre, nettement plus au sud, reliant l'ancien port de Phalère. Mais en 445 av. J.-C., Périclès fit bâtir un troisième mur au sud du premier ouvrage reliant le Pirée. Ce nouveau rempart était distant d'environ 170 mètres du premier, et les deux murs étaient longs de quelque six kilomètres. Le mur de Phalère fut alors laissé à l'abandon.

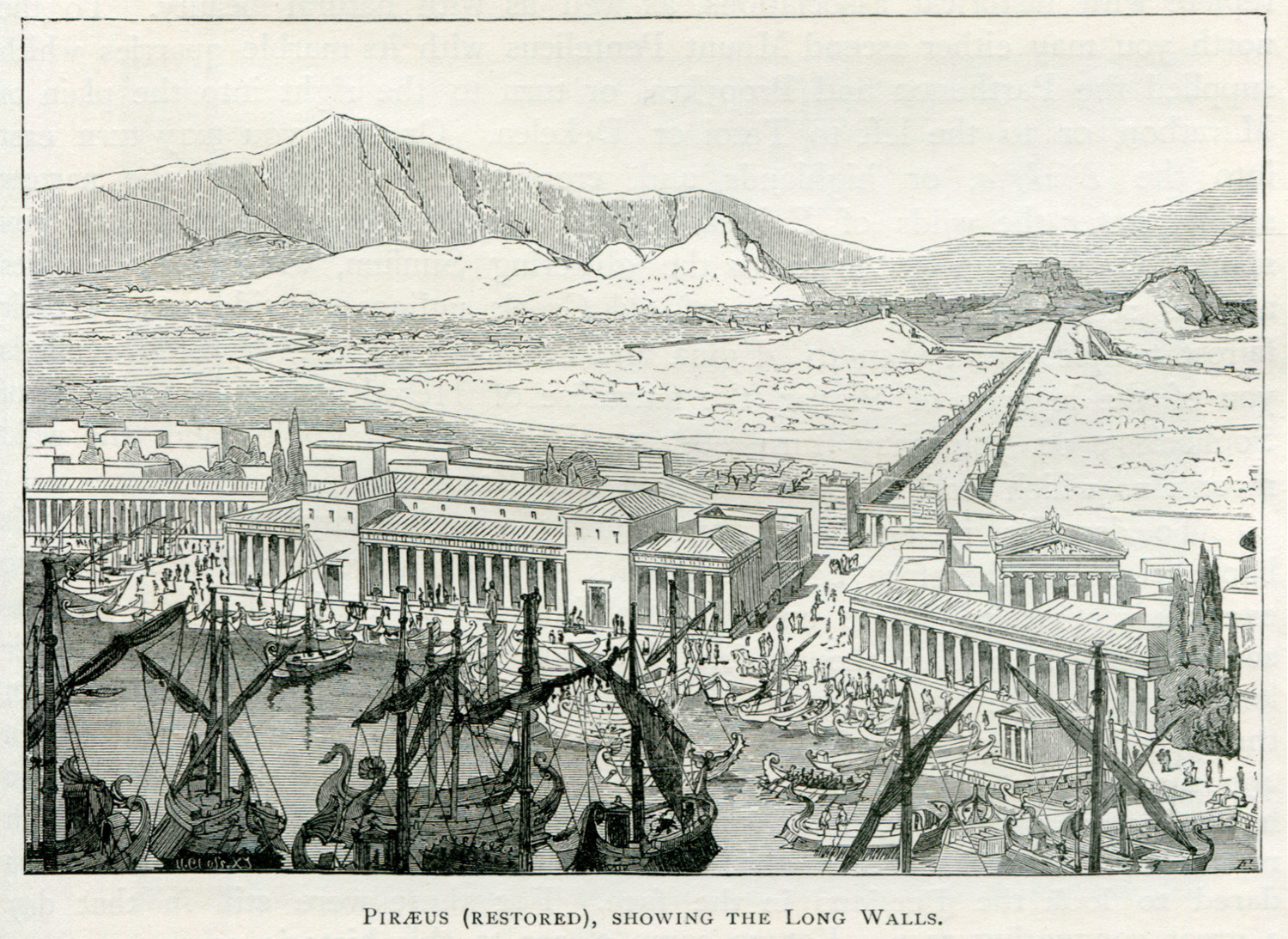
Le Pirée et les Longs Murs. Reconstitution de 1890 par John Pentland Mahaffy.

L'architecte Callicratès participa à l'érection de ce troisième rempart[réf. souhaitée].

## Utilisation
La route principale qui venait d'Athènes était située à l'extérieur de ces deux murs parallèles, qui étaient eux-mêmes pourvus d'une route utilisée essentiellement à des fins militaires.
Ces fortifications se révélèrent fort efficaces durant la guerre du Péloponnèse, car en cas de guerre, Athènes et le Pirée devenaient une seule et même vaste forteresse ravitaillée par la mer, et qui échappait ainsi à la famine que pouvait provoquer un siège,. La zone entre les deux murs servait aussi de refuge à la population de l'Attique attaquée par les Perses. Mais cette concentration de population entre les murs se révéla un piège quand éclata la peste de 430 av. J.-C qui ravagea Athènes, entraînant la perte de plus du quart de sa population et causant la mort de Périclès (429 av. J.-C.),.

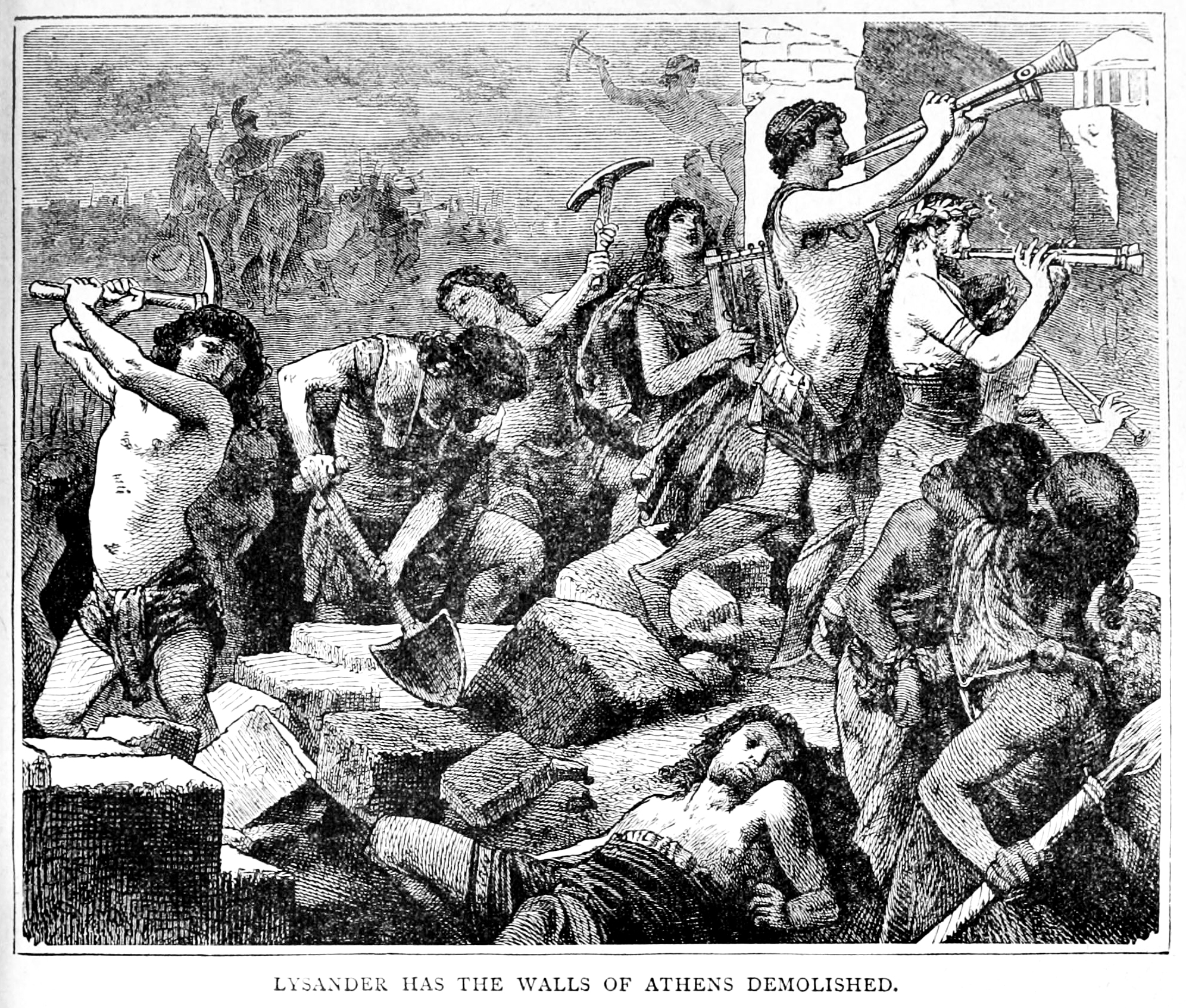
Lysandre fait détruire les Longs Murs. The Illustrated History of the World, 1881, p. 237

Les murs n'empêchèrent cependant pas la défaite d'Athènes dans cette guerre, en 404 av. J.-C., et les vainqueurs, Lysandre et le roi de Sparte Agis II, les firent démolir, au son des flûtes selon Xénophon. Ils détruisirent en même temps la flotte athénienne : ce fut la fin de la thalassocratie athénienne.

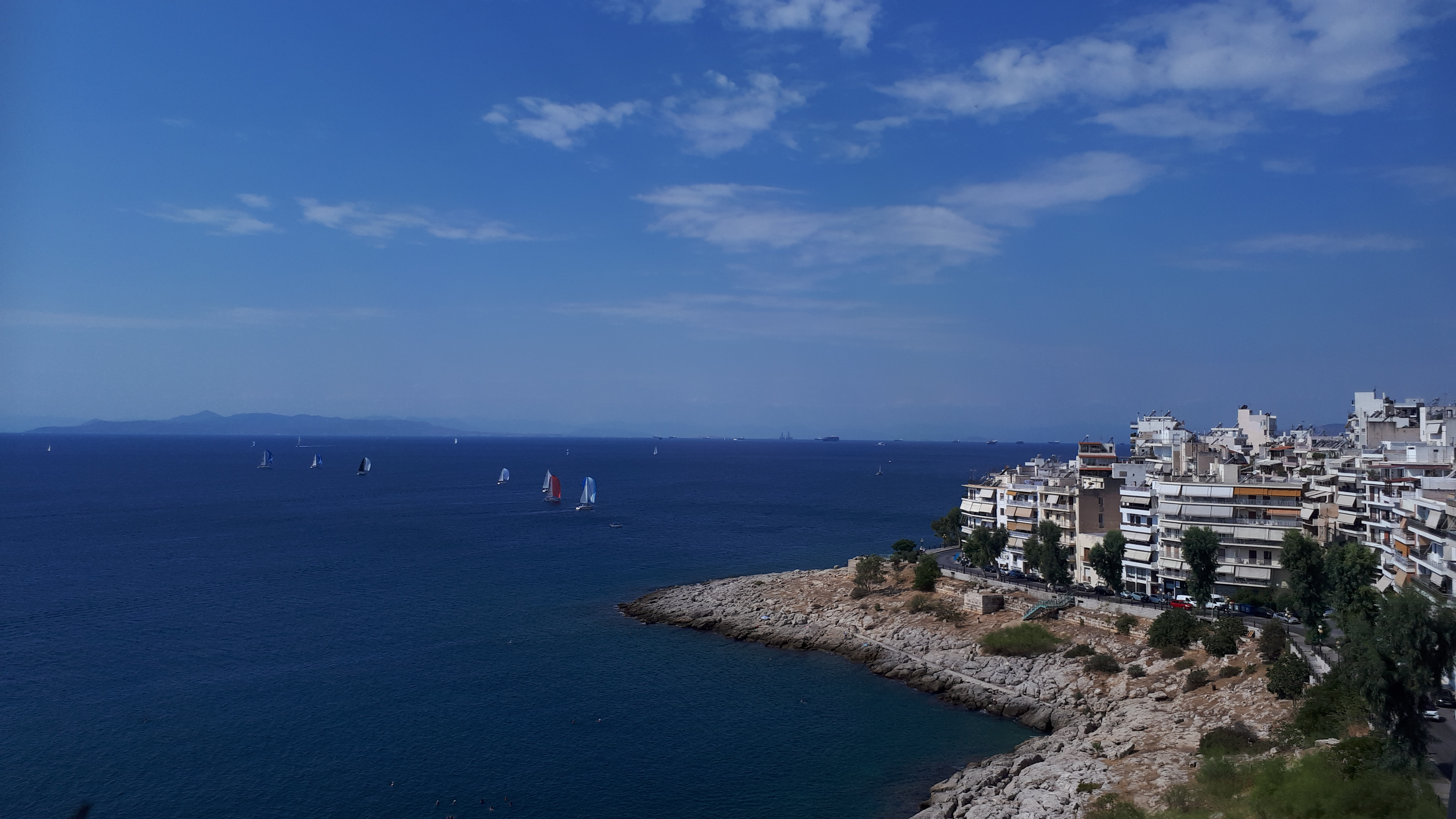
Les «Longs Murs» de protection de l'Athènes antique, construits entre 461 av. et 455 av. J.-C., dans la Côte du Piraïkí.

Après la défaite d'Aigos Potamos (405 av. J.-C.), le stratège athénien Conon prit le commandement de la marine perse et, en 394 av. J.-C., détruisit la flotte spartiate à Cnide. De retour à Athènes, il termina la reconstruction des Longs Murs avec l'aide financière des Perses.
Cependant les murs tombèrent bientôt en ruine, et c'est dans cet état qu'ils étaient en 200 av. J.-C., lorsque Philippe V de Macédoine attaqua Athènes. Aujourd'hui, il n'en reste quasiment rien.